# Carle M. Pieters
Carle McGetchin Pieters (nascuda el 1943) és una notable científica planetària estatunidenca. La Dra. Pieters ha publicat més de 150 articles d'investigació en revistes especialitzades i ha estat coautora del llibre Remote Geochemical Analyses: Elemental and Mineralogical Composition juntament amb Peter Englert. Els seus esforços generals d'investigació inclouen l'exploració planetària i l'evolució de les superfícies planetàries amb èmfasi en les anàlisis de composició remotes.

## Carrera
Pieters va obtenir el seu B.A. de l'Antioch College el 1966 en educació matemàtica. Després d'ensenyar matemàtiques a l'escola secundària durant un any a Massachusetts, va passar dos anys ensenyant ciències com a Voluntària del Cos de Pau a Malàisia. Quan va tornar als Estats Units, va rebre la seva B.S. (1971), M.S. (1972) i Ph.D. (1977) del Massachusetts Institute of Technology en ciència planetària. La Dra. Pieters va passar tres anys al Centre Espacial Johnson de la NASA abans de convertir-se en professora a la Universitat de Brown el 1980 i s'ha mantingut allí des de llavors. Ella és investigadora principal del Moon Mineralogy Mapper, un espectròmetre d'imatges (0.4-3.0 μm) dissenyat per caracteritzar i mapejar la mineralogia de la Lluna a alta resolució, un instrument que va ser enviat a la Lluna a la nau espacial Chandrayaan-1. També és coinvestigadora de la missió Dawn de la NASA als asteroides Vesta i Ceres. A més, és membre de la Subcomissió de Protecció Planetària del Consell Assessor de la NASA i membre de l'American Association for the Advancement of Science i l'American Geophysical Union.

## Premis i honors
- L'asteroide 3713 Pieters
- Guardonat amb el Premi GK Gilbert el 2010, el més alt premi atorgat per la Divisó de la Geological Society of America de Ciències Planetàries
- Atorgat #el 2010 GK Gilbert Premi, el premi més alt donat per la Societat Geològica de la divisió d'Amèrica per Ciències Planetàries[3]
- Guardonat amb el Premi Kuiper del 2004, el més distingit premi atorgat per la Divisió de l'American Astronomical Society de Ciències Planetàries[4]
- Membre electe de l'American Association for the Advancement of Science el 2007[5]
- Membre electe de l'American Geophysical Union el 2011.